# Карабибер
Карабибер (рум. Carabiber) — село в Бессарабском районе Молдавии. Наряду с сёлами Исерлия, Богдановка и Ивановка входит в состав коммуны Исерлия.

## География
Село расположено на высоте 106 метров над уровнем моря. Протекает река Курюксилка.

## Население
По данным переписи населения 2004 года, в селе Карабибер проживает 82 человека (41 мужчина, 41 женщина).
Этнический состав села:
| Национальность | Число жителей | Процентный состав |
| -------------- | ------------- | ----------------- |
| гагаузы        | 52            | 63.41             |
| молдаване      | 18            | 21.95             |
| украинцы       | 6             | 7.32              |
| цыгане         | 4             | 4.88              |
| русские        | 1             | 1.22              |
| болгары        | 1             | 1.22              |
| Всего          | 82            | 100%              |